# Frank R. Moore
Frank R. Moore (* 1946 in Bay de Verde, Neufundland) ist ein kanadischer Schauspieler.

## Leben
Moore wurde in der kleinen Hafenstadt Bay de Verde in der Conception Bay in der Provinz Neufundland und Labrador geboren.
Auf der Bühne trat Moore in einem weitgefächerten Repertoire auf, das moderne Gesellschaftskomödien, sozialkritische Stücke kanadischer Gegenwartsautoren, aber auch Musicals umfasste. Für seine Darstellung in den Musicals Tommy und Urinetown wurde er bei den Dora Awards in der Kategorie Outstanding Performance by a Male in a Principal Role – Musical nominiert.
Seine Theaterarbeit umfasste außerdem Rollen in den Musicals Hair und Les Miserables, die er am The Royal Alexandra Theatre in Toronto spielte. Am Winter Garden Theatre in Toronto spielte er in dem Musical The Drowsy Chaperone mit den Texten von Bob Martin und Don McKellar und mit der Musik von Lisa Lambert und Greg Morrison auf.
Am Centaur Theatre in Montreal trat er in dem Bühnenerfolg The Crackwalker der kanadischen Schriftstellerin Judith Thompson auf.
Moore spielte in den Uraufführungen der Theaterstücke Leaving Home, Creeps und Russell Hill des kanadischen Dramatikers David French, die alle am Tarragon Theatre in Toronto aufgeführt wurden.
Seine Bühnenrollen in den letzten Jahren waren der General in Olympia von Franz Molnar und Der alte Mann in Fool for Love von Sam Shepard. Beide Rollen spielte Moore am Soulpepper Theatre in Toronto. 2008 spielte er im Rahmen des Stratford Shakespeare Festival die Rolle des Herrn Schultz in dem Musical Cabaret von Fred Ebb und John Kander. 2009 spielte Moore in der Produktion The Last Days of Judas Ischariot am Birdland Theatre in Toronto.
2009 war er außerdem bei der Great Canadian Theatre Company in Ottawa in dem Theaterstück The Drawer Boy von Michael Healey zu sehen.
Ab den 1970er Jahren war Moore auch in US-amerikanischen und kanadischen Filmen und in Fernsehproduktionen zu sehen. 1976 spielte er unter der Regie von Joyce Wieland in der kanadischen Produktion The Far Shore.
Bei den  Canadian Film Awards gewann er für seine Darstellung des in sich zerrissenen Malers Tom eine Auszeichnung als Bester Nebendarsteller (Best Supporting Acting) für seine Rolle in dem Film The Far Shore.
Er wurde für den Gemini Award in der Kategorie Bester Darsteller (Best Actor) für die Fernsehserie Twice in a Lifetime nominiert.
Besondere Bekanntheit erlangte Moore als Stabschef des US-Präsidenten, Hubble Urick in Earth: Final Conflict.
Seine zahlreichen Rollen im Fernsehen umfassten unter anderem Hans Frank in der Miniserie Nuremberg und Donald Regan in der Miniserie The Reagans. Gastrollen hatte er in Sue Thomas FBEye und The Eleventh Hour. In der kanadischen Mini-Serie At the Hotel von Ken Finkleman, war er 2006 in der wiederkehrenden Rolle des Frank Richards zu sehen.

## Filmografie
- 1971: Face-Off
- 1971, 1972: Polizeiarzt Simon Lark (Dr. Simon Locke, Fernsehserie, 2 Folgen)
- 1975: Lions for Breakfast
- 1975: Ein Supertyp haut auf die Pauke (W.W. and the Dixie Dancekings)
- 1975: The Far Shore
- 1976: The Supreme Kid
- 1977: Überfall der teuflischen Bestien (Rapid)
- 1978: The Third Walker
- 1979: Au revoir à lundi
- 1979: Stone Cold Dead
- 1981: Kings and Desperate Men
- 1985–1988: Nachtstreife (Night Heats, Fernsehserie, 4 Folgen)
- 1986: Thrillkill – Das tödliche Computerspiel (Thrillkill)
- 1987: Alfred Hitchcock Presents
- 1988: Verliebt, verlobt, verheiratet (Family Reunion)
- 1989: Die Stunde der Ratte (Food of the Gods II)
- 1992: Farther West
- 1993: Gross Misconduct
- 1993 und 1995: Kung Fu (Kung Fu: The Legend Continues, Fernsehserie, 2 Folgen)
- 1994: Geschändet hinter Gittern (Against Their Will: Women in Prison)
- 1994: Replikator
- 1995: Open Season
- 1995: Blood & Donuts
- 1996: Tödliche Weihnachten (The Long Kiss Goodnight)
- 1996: Shadow Zone: The Undead Express
- 1996: Giant Mine
- 1997: Mord im Weißen Haus (Murder at 1600)
- 1997: The Assistant
- 1998: Bad As I Wanna Be: The Dennis Rodman Story
- 1998: Präsidententöchter küßt man nicht (My Date with the President’s Daughter)
- 1999: The Last Witness – Nur tote Zeugen schweigen (Caracara)
- 1999–2002: Earth: Final Conflict
- 2000: Dirty Pictures
- 2000: Nürnberg – Im Namen der Menschlichkeit (Nuremberg)
- 2001: The Day Reagan Was Shot
- 2002: Mutant X
- 2002: Master Spy: The Robert Hanssen Story
- 2003: Owning Mahowny
- 2005: The Eleventh Hour
- 2005: Sue Thomas: F.B.I. (Sue Thomas: F.B.Eye, Fernsehserie, 1 Folge)
- 2006: Troubled Waters
- 2007: Mayday
- 2008: Toronto Stories
- 2008, 2016: Murdoch Mysteries (Fernsehserie, 2 Folgen)
- 2015–2019: Killjoys (Fernsehserie, 7 Folgen)
- 2019: Anne with an E (Fernsehserie, 2 Folgen)
- 2020: Self Made: Das Leben von Madam C.J. Walker (Fernsehserie, 1 Folge)